# Muhammad IV al-Hadi
Muhammad IV al-Hadi, conegut pels francesos com Hédi Bey (Tunis, 24 de juny de 1855 - Palau de Dermech, prop de Cartago, 11 de maig de 1906), fou bei de Tunis, de la dinastia husaynita, de 1902 a 1906.
Fou declarat príncep hereu pel seu pare Ali III ibn al-Husayn el 3 de desembre de 1898 i el va succeir quan va morir l'11 de juny de 1902. Segons el costum, fou nomenat general de divisió de l'exèrcit tunisià (abans de l'otomà) el 3 de desembre de 1898 i mariscal l'11 de juny de 1902.
Estava casat (des de 1876) amb la princesa Lalla Khadija Beya (1858 - 5 de desembre de 1905), amb qui va tenir dos fills: 
- Sidi Muhammad al-Tahir [Tahar] Bey, nascut el 18 de gener de 1877, declarat hereu d'Ahmad II ibn Ali amb el títol de bey al-Mahalla el 9 de març de 1939, va morir a Cartago el 6 de març de 1941, abans que Ahmad II.
- Sidi Muhammad al-Bashir [Béchir] Bey, nascut a la Marsa l'1 de febrer de 1881, que va substituir el seu germà gran com a hereu d'Ahmad II ibn Ali amb el títol de bey al-Mahalla, a Ouzra el 13 de març de 1941. Va morir el 26 d'abril de 1942, menys de dos mesos abans que Ahmad II.

Muhammad IV va morir l'11 de maig de 1906 i el va succeir el seu cosí Muhammad V al-Nasir.